# Leptogaster fuscatipennis
Leptogaster fuscatipennis är en tvåvingeart som beskrevs av Frey 1937. Leptogaster fuscatipennis ingår i släktet Leptogaster och familjen rovflugor. Inga underarter finns listade i Catalogue of Life.